# Litargiri
El litargiri és un mineral de la classe dels òxids. Va ser descobert l'any 1917 a l'àrea del Cucamonga Peak, San Bernardino Co., Califòrnia, Estats Units. L'etimologia d'aquest mot prové del llatí lithargyrum, amb el mateix significat, el qual a la vegada prové de la composició dels mots grecs λίθος "pedra" i ἄργυρος "argent". És el nom que hom donava a l'òxid de plom (II), emprat com a pigment roig, obtingut per oxidació del plom en presència d'aire, en la tècnica metal·lúrgica emprada per separar el plom de la plata escalfant-lo a més de 600 °C en presència d'aire, que aporta l'oxigen, segons l'equació química:

## Característiques
El litargiri és un mineral de plom i oxigen, l'òxid de plom (II), de fórmula química PbO. És de color vermell i la seva densitat és de 9,14-9,35 g/cm³. La seva duresa a l'escala de Mohs és de 2, la mateixa que la del guix. Cristal·litza en el sistema tetragonal. Existeix un altre mineral d'òxid de plom (II), anomenat massicot, que es diferencia del litargiri en l'estructura cristal·lina i en les propietats físiques. És emprat per a la fabricació de mini, amb el qual es pot confondre. És barrejat amb aquest en la preparació de pintures antioxidants.
Segons la classificació de Nickel-Strunz, el litargiri pertany a «04.AB: Òxids amb proporció Metall:Oxigen = 2,1 i 1:1, amb M:O = 1:1 (i fins a 1:1,25); amb cations grans» juntament amb els següents minerals: swedenborgita, brownmil·lerita, srebrodolskita, montroydita, romarchita i massicot.

## Formació i jaciments
Apareix com a mineral secundari en jaciments d'altres minerals del plom com a producte de l'alteració d'aquests. En aquest ambient, sol trobar-se associat a altres minerals com: plom nadiu, galena, massicotita, palttnerita o hidrocerusita. Als territoris de parla catalana ha estat descrita a la mina José Domingo (L'Argentera, Baix Camp).